# Al-Qāri'ah

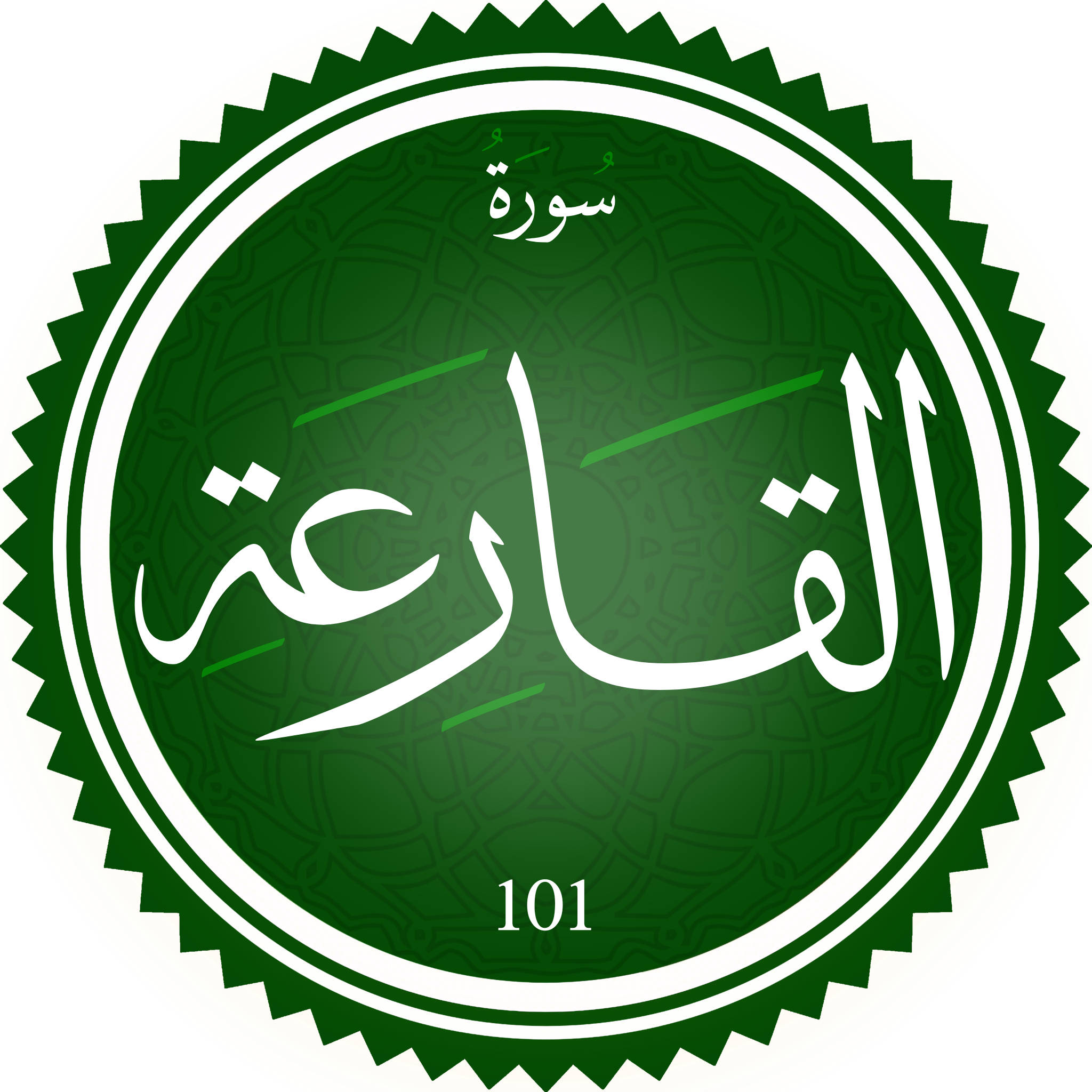
Sura al-Qari'ah.

Al-Qāri'ah (arabiska: سورة القارعة, "Det dundrande slaget") är den etthundraförsta suran (kapitlet) i Koranen med 11 ayat (verser). Den skall ha uppenbarat sig för profeten Muhammed under hans tid i Mekka.
Nedan följer surans verser i översättning från arabiska till svenska av Mohammed Knut Bernström. Översättningen har erhållit officiellt godkännande från det anrika al-Azhar-universitetets islamiska forskningsinstitution.

## Det dundrande slaget
I Guds, den Nåderikes, den Barmhärtiges namn!
1. [EN DAG skall ni höra] det dundrande slaget!
2. Vad betyder det dundrande slaget
3. Vad kan låta dig förstå vad detta dundrande slag betyder?
4. [Det skall dåna] en Dag då människorna myllrar och svärmar som mott och mal,
5. och då bergen [förvandlas] till högar av kardad ull.
6. Då skall den vars vågskål [med goda handlingar] väger tungt
7. gå till ett liv i lycksalighet,
8. men den vars vågskål väger lätt
9. skall se sig innesluten i en avgrund.
10. Och vad kan låta dig förstå vad denna [avgrund] betyder?
11. En [famn av] het eld!